# Fassina Balanyà
La Fassina Balanyà de l'Espluga de Francolí és una antiga destil·leria d'aiguardent convertida en museu i que forma part del Sistema Territorial del Museu Nacional de la Ciència i la Tècnica de Catalunya, el mNACTEC. La seva missió dins del Sistema Territorial del mNACTEC és explicar la indústria de la destil·lació a Catalunya.
La Fassina del Balenyà és a l'entrada de la població, venint per Montblanc, molt a prop del marge dret del riu Francolí. Es tracta d'un conjunt d'edificis en forma de L, entre mitgeres, amb un pati anterior tancat des del carrer i una xemeneia d'obra de secció quadrada. Els edificis són molt senzills, d'una sola planta i coberta de teula damunt estructura de fusta de llata per canal. Són visibles els rails per on unes possibles vagonetes entraven o treien els materials. Són notables la xemeneia i els estris industrials per a la fabricació de l'aiguardent.

## Història

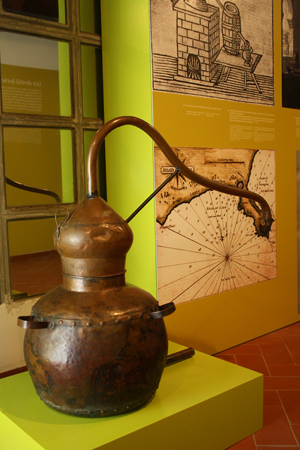
Alambí del Museu de la Fassina Balanyà

Una de les grans riqueses de Catalunya, des de finals del segle xvii fins a l'arribada de la fil·loxera, fou la producció de vi i d'alcohols que s'exportaven a l'estranger. La zona de Tarragona va ser un dels principals centres de producció d'esperit de vi (alcohol) i els seus productes sortien principalment a través dels ports de Vilanova i la Geltrú i de Salou. A l'Espluga de Francolí s'ha conservat una de les úniques fassines industrials de finals del segle xix de Catalunya. La Fassina Balanyà de l'Espluga de Francolí produïa aiguardent a partir de la brisa de raïm que s'obtenia dels mateixos pagesos, en un primer moment, o del celler cooperatiu del municipi posteriorment. La brisa està formada per la pell, els pinyols i les rapes del raïm - era, per tant, el residu del raïm- un cop se n'havia extret el most. A la brisa s'hi afegia aigua i es portava a l'ebullició (més endavant s'injectava directament vapor d'aigua amb una màquina de vapor). D'aquesta manera s'obtenia l'alcohol per un procés de destil·lació. Un cop bullida, la brisa es premsava i se n'obtenien altres derivats per a la indústria farmacèutica (àcid tàrtric). A la part exterior de la fassina es deixava assecar la brisa premsada i en acabat s'utilitzava com a combustible per a la caldera que feia funcionar la màquina de vapor de la mateixa fàbrica.
La Fassina Balanyà és una de les úniques antigues fassines industrials que existeixen i està situada en una de les zones més importants de producció de vins i alcohols de Catalunya.
El tancament i l'abandonament de l'edifici per part dels seus amos, sense donar-li un ús alternatiu posterior, va permetre que, quaranta anys més tard, la Fassina Balanyà es mantingués pràcticament igual com l'havien deixat.

## Museïtzació

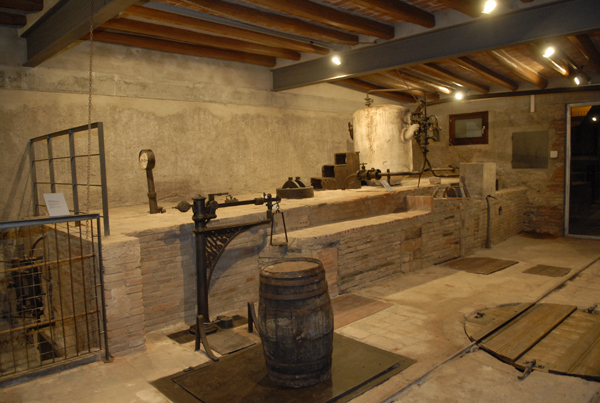
Part de l'interior del Museu

L'antiga fàbrica d'alcohol –fàbrica de la brisa, com en deien els treballadors- va tornar a obrir portes el desembre del 2009 amb una funció ben diferent. La Fassina Balanyà és un dels 25 museus industrials del Sistema Territorial del mNACTEC, del Museu de la Ciència i de la Tècnica de Catalunya, on es mostra el funcionament d'aquesta durant els anys de la postguerra civil espanyola i on el visitant pot conèixer els processos productius per obtenir l'alcohol i els seus derivats a partir de la brisa, les eines que utilitzaven i la societat de les persones que hi participaven. També es pot copsar la importància d'aquesta activitat durant la revolució industrial de Catalunya, que va permetre un desenvolupament accelerat del teixit industrial.
El nou museu, dissenyat per l'arquitecte Dani Freixes, utilitza museografia tradicional i tecnològica perquè el visitant sigui el vertader protagonista de la renovada fàbrica i gaudeixi d'una instal·lació que és única a Catalunya.
El conjunt està format per dos edificis units per un passadís. S'ha restaurat completament l'edifici de la Fassina i l'antiga maquinària. Un segon edifici fa funcions de recepció del museu i comparteix espai amb l'oficina de turisme de l'Espluga de Francolí. I, posteriorment s'ha fet la museïtzació de l'antiga fàbrica on es pot veure com es produïa l'aiguardent a l'època industrial i la història de la destil·lació d'alcohols.
A nivell local, la Fassina Balanyà formarà part de la trilogia productiva de temàtica agrícola amb el Museu del Vi, al celler modernista cooperatiu i el Museu de la Vida Rural, reformat i ampliat des de l'octubre de 2009. Tots tres es convertiran en un reclam didàctic, cultural, turístic i, en definitiva, econòmic i social, de la vila que formaran una gran oferta junt amb les cavitats prehistòriques de La Cova de la Font Major, el recorregut templer i hospitaler de l'Espluga i un ampli ventall d'establiments turístics per sorprendre la visita del foraster àvid de noves experiències.